# Chabab Mohammedia
SC Chabab Mohammedia (SCCM Mohammedia) is een Marokkaanse voetbalclub uit de stad Mohammedia. In 2008 promoveerde de club naar de hoogste klasse, maar degradeerde na één seizoen terug naar de Botola 2.

## Erelijst
- Landskampioen
  - 1980
- Beker van Marokko
  - Winnaar:1972, 1975
  - Finalist: 1979
- Maghreb Beker der Bekerwinnaars
  - 1973